# Ala Liberal
Os deputados da Ala Liberal constituíram uma geração de políticos adeptos de uma liberalização do regime do Estado Novo.
Coube a personalidades que pontificaram na Ala Liberal do período antes do 25 de Abril, como entre outros José Pedro Pinto Leite, Francisco Sá Carneiro, Francisco Pinto Balsemão, Mota Amaral, Joaquim Magalhães Mota e Miller Guerra, pôr a nu as fragilidades do regime, influenciando algumas decisões e rompendo com os cânones de uma linha mais dura e pouco flexível que aos pouco foi acabando por ceder.
Liderados inicialmente por Pinto Leite, um total de 30 deputados formaram esta "ala liberal" da Assembleia Nacional, sendo Sá Carneiro um dos mais activos elementos do grupo. E foi justamente sobre o papel desempenhado pela nova geração de políticos, que “despontou” com a Primavera Marcelista, o período de abertura política liderado por Marcello Caetano, e que veio a ser apontada como a Ala Liberal da então Assembleia Nacional.
Exemplos concretos das acções dos chamados “liberais” tentando a transição da ditadura para Democracia, contam-se, entre outras, medidas apresentadas aquando do projecto de revisão constitucional em 1970. Dele já constavam “a abolição da censura e a proclamação da liberdade de Imprensa; a eliminação dos entraves administrativos à liberdade de associação; a extinção dos tribunais plenários, onde se fazia a paródia de julgamento dos presos políticos; a proibição das medidas de segurança sem termo certo, que, aplicada aos mesmos presos políticos, acabavam por se assemelhar à prisão perpétua; a limitação da prisão preventiva sem culpa formada a um prazo máximo de setenta e duas horas; a inclusão do direito ao trabalho e do direito à emigração na lista dos direitos fundamentais; o reforço dos poderes da Assembleia Nacional e a modernização dos seus métodos de trabalho; a restauração do sufrágio universal para a eleição do Presidente da República; a proibição do veto presidencial às leis de revisão constitucional.
Entre 1970 e 1971, o número de detenções por motivos políticos voltou a aumentar, os ecos da violência e da ilegalidade dos métodos usados na instrução dos processos foram denunciados por apoiantes dos presos e chegaram à Assembleia Nacional pela voz de Sá Carneiro e de outros deputados "liberais". O recuo no terreno das liberdades expressava uma clara travagem a nível político-institucional naquilo que a chamada Primavera Marcelista continha de promessa de renovação contínua do regime.
Contra isto se insurgiram os deputados da Ala Liberal, que apresentaram várias iniciativas legislativas ao longo do ano de 1972.
Após sucessivas desilusões, os deputados da Ala Liberal foram abandonando a Assembleia. Sá Carneiro foi o primeiro, a 25 de Janeiro de 1973, com a famosa expressão "É o fim!", seguindo-se-lhe vários outros.
Passaram à oposição, nomeadamente através de artigos publicados no jornal Expresso, fundado por Pinto Balsemão em Janeiro de 1973. Os esforços dos "liberais" terão tido o efeito de desacreditar a experiência marcelista junto de largos sectores das classes médias portuguesas.